# Бошко Ђуричковић
Бошко Ђуричковић (Ђуричковићи, код Даниловграда, 19. децембар 1914 — Београд, 16. мај 2003) био је учесник Народноослободилачке борбе, генерал-пуковник ЈНА и народни херој Југославије.

## Биографија
Рођен је 19. децембра 1914. године у селу Ђуричковићи, код Даниловграда. Његово село припада Горњем Загарачу. Потицао је из сиромашне сељачке породице. Основну школу завршио је у родном селу, нижу гимназију у Даниловграду, а вишу у Подгорици. Због лошег имовног стања, није могао да настави школовање, па се извесно време, након завршетка гимназије, бавио земљорадњом. Потом је отишао да одслужење војног рока, током кога је 1936. године завршио Школу резервних официра у Горажду.
По повратку из војске, 1937. године се уписао на Правни факултет у Београду. Због тешког материјалног стања, морао је да ради како би могао да се издржава. На факултету се брзо укључио у револуционарни студентски покрет и повезао са члановима Савеза комунистичке омладине Југославије (СКОЈ) и КПЈ који су деловали на Универзитету, а многи од њих су били његови познаници из Даниловграда. Године 1939. је примљен у чланство Комунистичке партије Југославије (КПЈ).
У току лета 1940. године активно је учествовао у раду Месне конференције КПЈ за Даниловград, која је тада одржана и присуствовао састанцима Бироа Месног комитета КПЈ за Даниловград. Половином септембра исте године, вратио се у Београд и наставио са партијским радом на Правном факултету, где је извесно време био секретар партијске групе.

### Народноослободилачка борба
Почетак Априлског рата, 1941. године, затекао га је у Југословенској војсци, а убрзана капитулација у Сарајеву. Како не би пао у заробљеништво, одмах по вести о капитулацији упутио се пешке у родни крај. Тамо се одмах повезао са партијском организацијом и учествовао у припремама за оружани устанак. Био је члан Комисије за прикупљање и склањање оружја која је била формирана од стране Покрајинског комитета КПЈ за Црну Гору и Боку.
Као члан Месног комитета КПЈ за Даниловград био је одговоран за акције по војној линији. Непосредно пред Тринаестојулски устанак, на састанку Покрајинског комитета од 10. јула 1941. године, био је именован за члана Окружног комитета КПЈ за Подгорицу. У данима Тринаестојулског устанка, као члан Окружног комитета, радио је на подручју Среског комитета КПЈ за Даниловград, а затим, као инструктор ПК КПЈ за Црну Гору у Окружном комитету КПЈ за Никшић.
Октобра 1941. године био је упућен у Штаб Дурмиторског партизанског одреда, као делегат Главног штаба НОП одреда Црне Горе и Покрајинског комитета КПЈ за Црну Гору. Половином новембра 1941. године био је постављен за заменика политичког комесара тек формираног Црногорског одреда за операције у Санџаку. Када је овај одред расформиран, постављен је за политичког комесара новооснованог Црногорско-санџачког одреда. Марта 1942. године био је постављен за политичког комесара Главног штаба НОП одреда Санџака. Јуна 1942. године постао је заменик политичког комесара Четврте пролетерске црногорске ударне бригаде, а у октобру политички комесар Треће пролетерске санџачке ударне бригаде. Са овом јединицом учествовао је у многим борбама, а посебно оним у току Четврте и Пете непријатељске офанзиве, 1943. године.
Од јуна до септембра 1943. године обављао је одговорне партијске задатке у позадини на окупираној територији Црне Горе. Био је најпре секретар Окружног комитета КПЈ за Никшић, а затим је, као делегат Покрајинског комитета КПЈ за Црну Гору, радио у Окружном комитету КПЈ за Цетиње. Октобра 1943. године постављен је за руководиоца Политодела Пете пролетерске црногорске ударне бригаде, а 27. децембра исте године за руководиоца политодела Треће ударне дивизије. Августа 1944. године постављен је за политичког комесара Приморске оперативне групе, а априла 1945. године за политичког комесара Другог ударног корпуса.

### Послератни период
После ослобођења Југославије, вршио је одговорне дужности у Југословенској народној армији (ЈНА) — био је политички комесар армије, војне области, а затим командант дивизије, командант Војног подручја, начелник Војноиздавачког завода ЈНА и др. Завршио је Вишу војну академију ЈНА. Активна војна служба у ЈНА му је престала 1974. године у чину генерал-пуковника.
Након одласка у пензију, бавио се војном и историјском публицистиком. Објавио је велики број научно-публицистичких радова из ове области. Године 1986. је објавио књигу Сјећања на акције из студентских дана, а 1990. књигу Сјећања, размишљања, реаговања.
Умро је 16. маја 2003. године у Београду и сахрањен је у Алеји народних хероја на Новом гробљу у Београду.
Носилац је Партизанске споменице 1941. и других југословенских одликовања, међу којима су — Орден ратне заставе, Орден партизанске звезде са златним венцем, Орден братства и јединства са златним венцем, Орден партизанске звезде са сребрним венцем, Орден заслуга за народ са сребрним зрацима и Орден за храброст. Од иностраних се истиче Партизански крст НР Пољске. Орденом народног хероја одликован је 10. јула 1952. године.